# Engelska kyrkans generalsynod
Generalsynoden är Engelska kyrkans beslutande och lagstiftande trikamerala organ. Synoden instituerades 1970 då den ersatte det tidigare kyrkomötet Church Assembly och avslutade därmed kyrkans process för att hitta en ny form av självstyre, en process som inleddes under 1850-talet.

## Church Assembly: 1919 - 1970
Fram till 1919 måste varje ändring i kyrkans doktrin eller ledning ske genom ett beslut i parlamentet, något som innebar att inte mycket blev gjort. År 2019 antog konvokationerna för Canterburys och Yorks kyrkoprovinser en ny konstitution för kyrkomötet, National Church Assembly, enligt ett förslag från rådet Representative Church Council. Konstitutionen överlämnades till kung Georg V som bilaga till en officiell framställan. Konstitutionen, så som den förelåg i skrivelsen, sågs sedan som en del av lagen Church of England Assembly (Powers) Act 1919, vilket innebar att kyrkomötet fick officiell och juridisk ställning, utan att det framstod som ett verk av parlamentet, eller att parlamentet kunde ändra konstitutionen.
Genom lagen Church of England Assembly (Powers) Act 1919 gav parlamentet kyrkomötet makt att ta fram beslut som, då de lagts fram för parlamentet och godkänts enligt en särskild procedur (se nedan), innebar att de fick "innebörden och effekten av en lag som stiftats av parlamentet" för "alla ärenden som gäller Engelska kyrkan", vilket inkluderade makten att upphäva eller ändra lagar som stiftats av parlamentet och som gällde kyrkan. Beredningen av dessa lagar låg huvudsakligen hos en gemensam kommitté för kyrkomötets tre kammare, som förhandlade med parlamentets ecklesiastikkommitté för att nå samsyn.

### Procedur
Den parlamentära lagen innebar att förslaget till (kyrklig) lag efter att densamma godkänts av kyrkomötet måste prövas av en gemensam kommitté för över- och underhuset, vilken tog fram en rapport som lades fram för båda kamrarna i parlamentet. Om förslaget godkändes lämnades förslaget vidare till monarken för kunglig sanktion. Om under- eller överhuset inte accepterade förslaget kunde de rösta för avslag, men inte för att det skulle ändras. När båda husen kommit överens om ett förslag ("ansågs lämpligt") och man inhämtat monarkens godkännande, fastställdes det (från 1926) som del av parlamentets lagstiftning för det aktuella året.

## Generalsynoden: från 1970

### Institution
Genom den kyrkliga lagen Synodical Government Measure 1969, bytte kyrkomötet namn och konstituerade sig som Generalsynoden i Engelska kyrkan. I och med detta tog man även över nästan alla de befogenheter som tidigare utövats av konvokationerna i Cambridge och York.

### Medlemskap
Synoden är trikameral och består av Biskopskammaren, Prästerskapskammaren och Lekmannakammaren (House of Bishops, House of Clergy och House of Laity).
Biskopskammaren består av de 30 biskoparna i Canterburyprovinsen, de 12 biskoparna i Yorkprovinsen, biskopen av Dover (som fungerar som Canterburys stiftsbiskop i Canterburyprovinsen) och sju biträdande biskopar (fyra från Canterbury och tre från York), valda av landets samtliga biträdande biskopar.
Prästerskapskammaren består av präster enligt nedan:
- 128 från stiften inom Canterburyprovinsen,
- 54 från stiften inom Yorkprovinsen,
- fyra från präster som lärare vid universitet eller teologiska högskolor. En av dem måste vara från Yorkprovinsen (denna lösning ersatte den tidigare som innebar att varje universitet hade en plats innan valet 2015),
- sex dekaner från katedralerna, inklusive antingen dekanen av Jersey eller dekanen av Guernsey,
- de tre anglikanska kaplanerna (och ärkediakonerna) från Storbritanniens försvarsmakt,[6] inklusive Generalkaplanen för kriminalvården (och ärkediakonen), och
- två representanter från anglikanska ordnar.

Ledamöterna i lekmannakammaren väljs vart femte år av lekmän i dekansynoden i varje stift genom enkel överförbar röst. Kammaren består av:
- upp till 170 ledamöter valda av lekmännen i Canterburyprovinsen,
- upp till 80 ledamöter valda av lekmännen i Yorkprovinsen,
- ärkedekanen,
- generalvikarien från Canterbury- och Yorkprovinserna,
- de tre kyrkokommissionärerna,
- ordföranden i ekonomistyrelsen,
- ordföranden i engelska kyrkans pensionsstyrelse,
- de ledamöter av Ärkebiskopsrådet som tillhör engelska kyrkan

Synoden håller två eller tre möten per år (om fyra-fem dagar var), ett eller två i Church House i Westminster i London, de övriga vid University of York. Varje möte öppnas av monarken. Mötena leds av ärkebiskoparna av Canterbury och av York som då delar ordförandeskapet.

### Ansvarsområden
Synoden har ett antal ansvarsområden:
- lagstiftning:
  - att stifta de lagar som hanterar ledningen av kyrkan och dess organ,
  - att stifta de kyrkolagar[7] som fastställer kyrkans doktrin och former för tillbedjan,[8]
- att godkänna liturgin och ta fram regler och riktlinjer genom synodbeslut,[9]
- att reglera relationen med andra kyrkor,
- att diskutera och uttrycka sin åsikt i andra frågor av religiöst eller allmänt intresse, och
- att godkänna eller förkasta kyrkans årsbudget.

Beslut och kanon måste godkännas av en majoritet av medlemmarna i varje kammare i synoden. Övriga frågor kan vanligen beslutas av en majoritet av synodledamöterna. Ändringar i kyrkans doktrin, av ritual och ceremonier eller utdelning av sakramenterna, kan emellertid endast göras i den form som fastställts av biskopskammaren. Ändringar i ordningen för dop eller nattvarden, samt förslag till samgående med någon annan kyrka, kan inte godkännas om de inte också har godkänts av en majoritet av stiftssynoderna Vissa beslut berör inte Sodor och Mans stift om inte så möjliggjorts av ett beslut fattat i Sodor och Mans stiftssynod och detta beslut godkänts av Mans parlament, Tynwald.
Generalsynoden väljer också några av ledamöterna av ärkebiskopsrådet.